# Bryum ruderale
Bryum ruderale là một loài rêu trong họ Bryaceae. Loài này được A.C. Crundwell & Nyholm mô tả khoa học đầu tiên năm 1963.